# قلاب (طائرة)

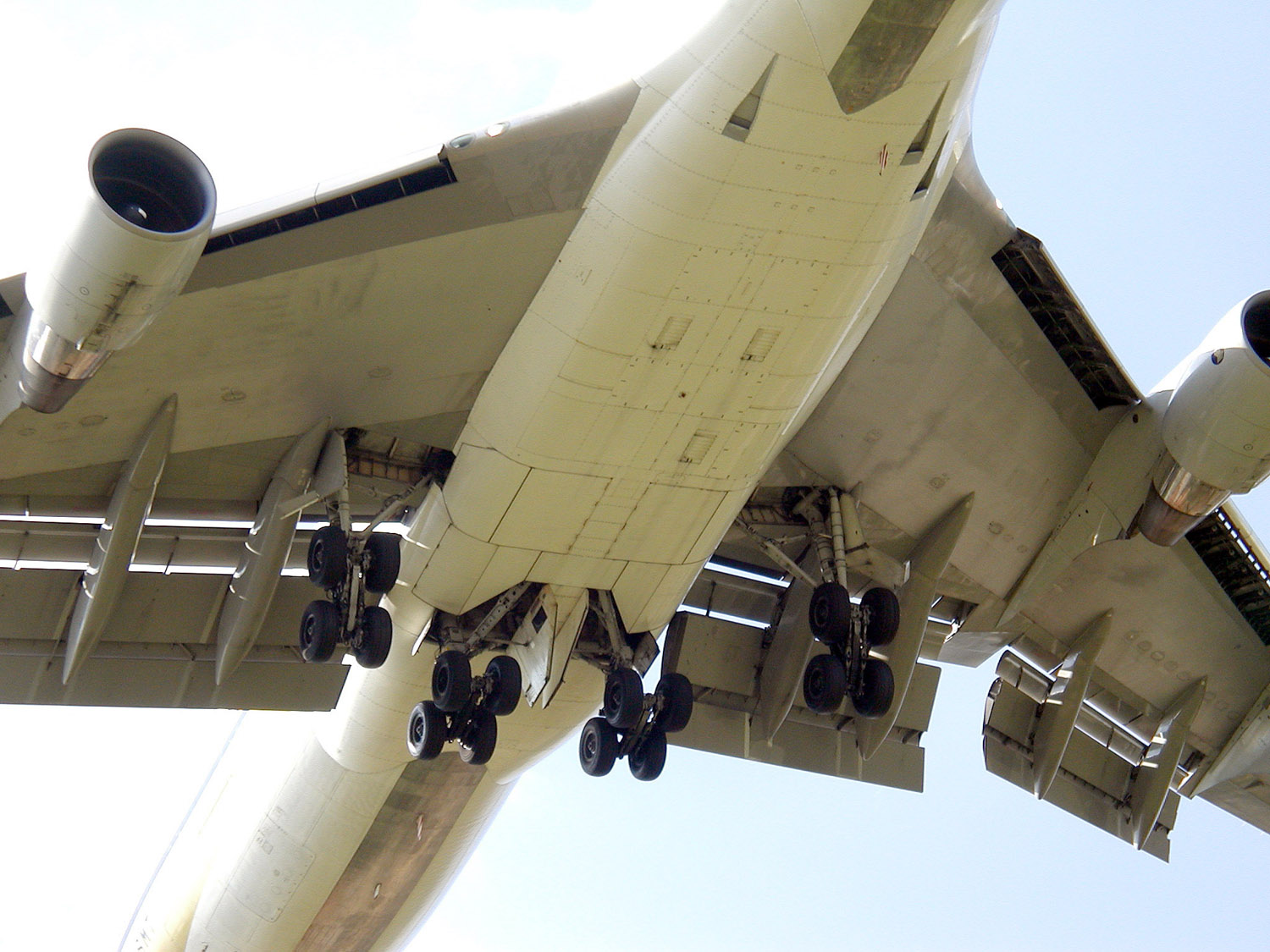
قلابات ثلاثية الأجزاء على الحافة الخلفية ممتدة كليًا، وقلابات كروجر الأمامية لطائرة بوينغ 747 عند هبوطها.

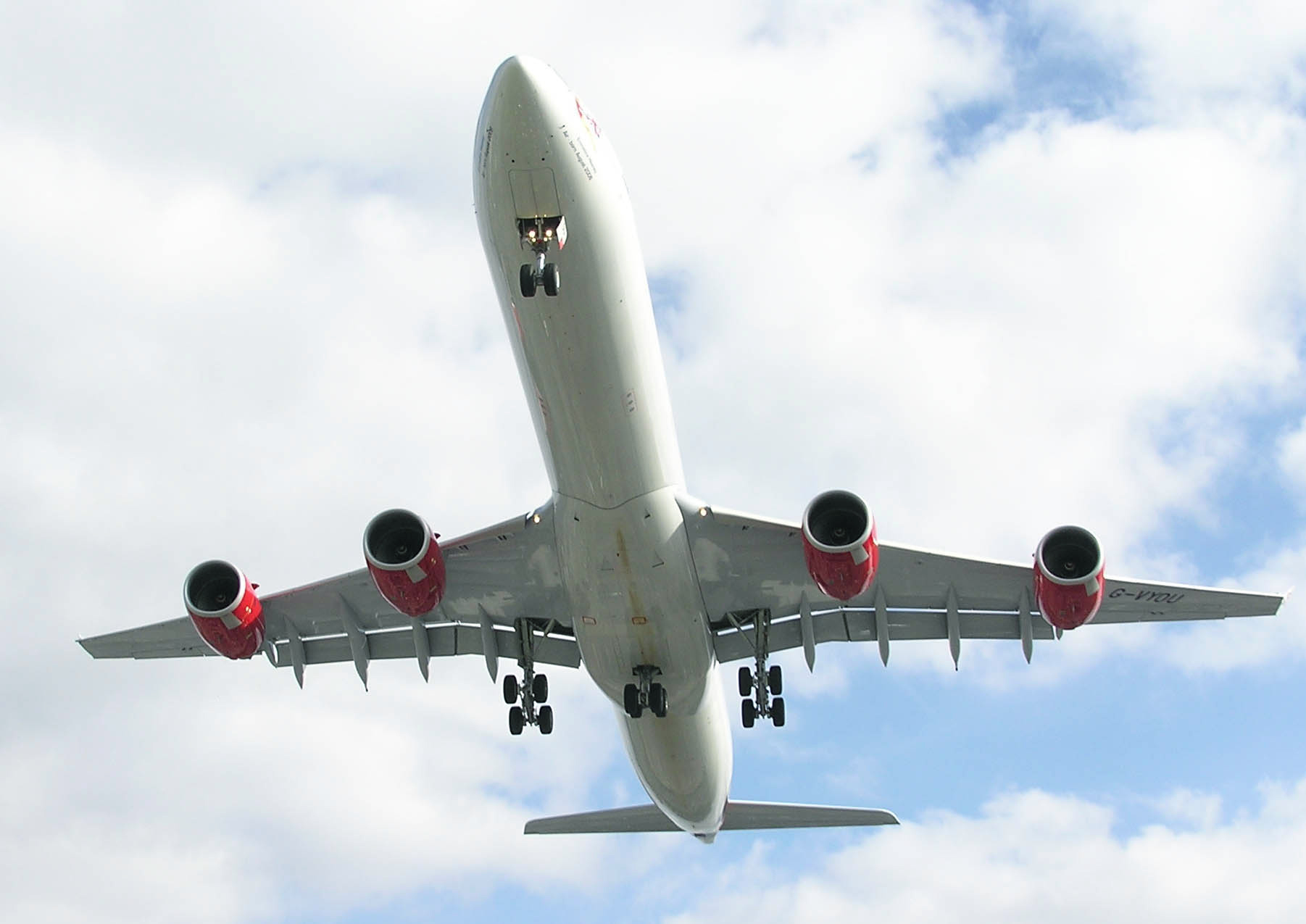
طائرة فيرجن أتلانتيك الإيرباص إيه 340-600 تهبط وقلابات الحافة الخلفية ممتدة.

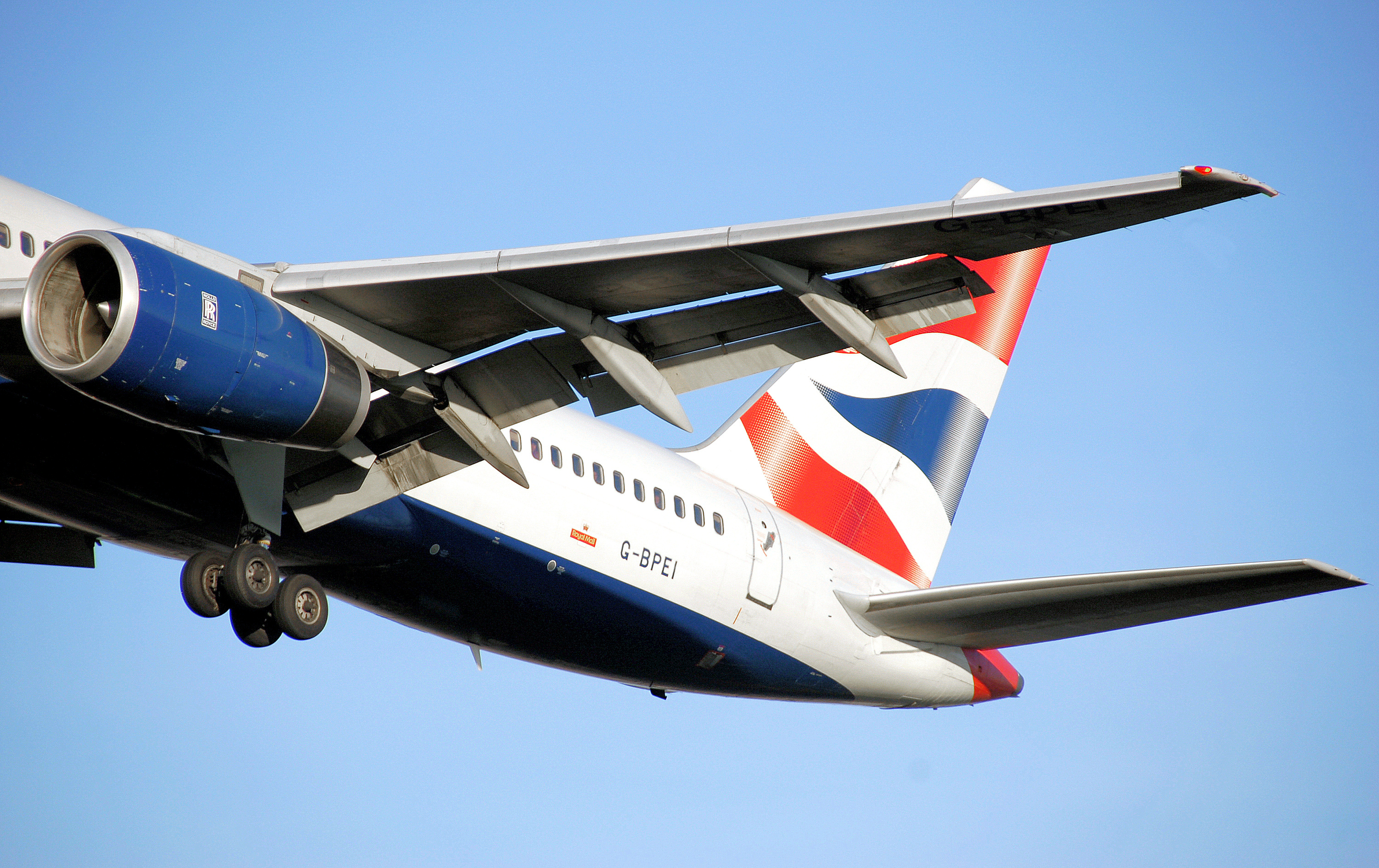
طائرة الخطوط الجوية البريطانية البوينغ 757-200 تهبط وقلاباتها ممتدة.

القلابات (بالإنجليزية: Flaps)‏ هو السطح المفصلي المثبت في حافة جناح طائرة ثابتة الجناح. كلما تمتد القلابات تقل سرعة الانهيار. القلابات تستخدم أيضًا في مقدمة بعض أجنحة الطائرات عالية السرعة وهنا تسمي قلابات كروجر.
القلابات تزيد من إحديداب الجناح، ليرتفع بذلك معامل الرفع. الارتفاع في معامل الرفع يسمح للطائرة لتوليد كمية معطاه من الرفع مع السرعات الأبطء. لذلك تمدد القلابات يقلل سرعة انهيار الطائرة. أيضًا هي تزيد من مقاومة الهواء التي تقلل سرعة الطائرة. ميزة أخرى للقلابات هي أنها تقلل زاوية انتكاس الطائرة نتيجة لزيادة زاوية المواجهة بالنسبة لبطن الطائرة. هذا يسمح للطيار بالانخفاض بمقدمة الطائرة لرؤية الأرض بصورة أفضل.
بعض أنظمة القلابات المرتبة على الحافة تزيد من مساحة المنظور العلوي (Plan، Top view) الخاصة بالجناح بالإضافة إلى تغيير الإحديداب. في المقابل سطح الرفع الأكبر سيسمح للطائرة بتوليد مقدار معين من الرفع مع السرعات البطيئة. ذلك سوف يقلل أكثر من سرعة الانهيار. قلاب فاولر هو مثال على القلابات التي تزيد من مساحة منظور الجناح العلوي، وزيادة الإحديداب.

## التفسير الفزيائي
المعادلة العامة لرفع طائرة توضح 3 علاقات:
{\displaystyle L={\tfrac {1}{2}}\rho V^{2}SC_{L}}
حيث أن:
- L هي الرفع
- {\displaystyle \rho } هي كثاقة الهواء
- V هي السرعة الحقيقية للطائرة
- S هو مساحة المنظور العلوي للجناح
- {\displaystyle C_{L}} هو معامل رفع طائرة

هنا يمكن رؤية أن الزيادة في المساحة (S) ومعامل الرفع ({\displaystyle C_{L}}) سوف تسمح بتوليد كمية مشابه من الرفع عند سرعة الهواء البطيئة (V).
يزيد تمدد القلابات معامل جر طائرة بسبب الجر المستحث الأعلى المتكون من توزيع الرفع بطريقة منحرف على الجناح بالقلابات الممتدة. لذلك لأي وزن معطى وسرعة هواء فإن القلابات تزيد من قوة السحب أو الجر. بعض القلابات تزيد من مساحة المنظور العلوى لجناح الطائرة عند أي سرعة معطاه، هذا يزيد من قيمة مكونة الجر الطفبلي في مجموع الجر الكلى.

## الاستخدام

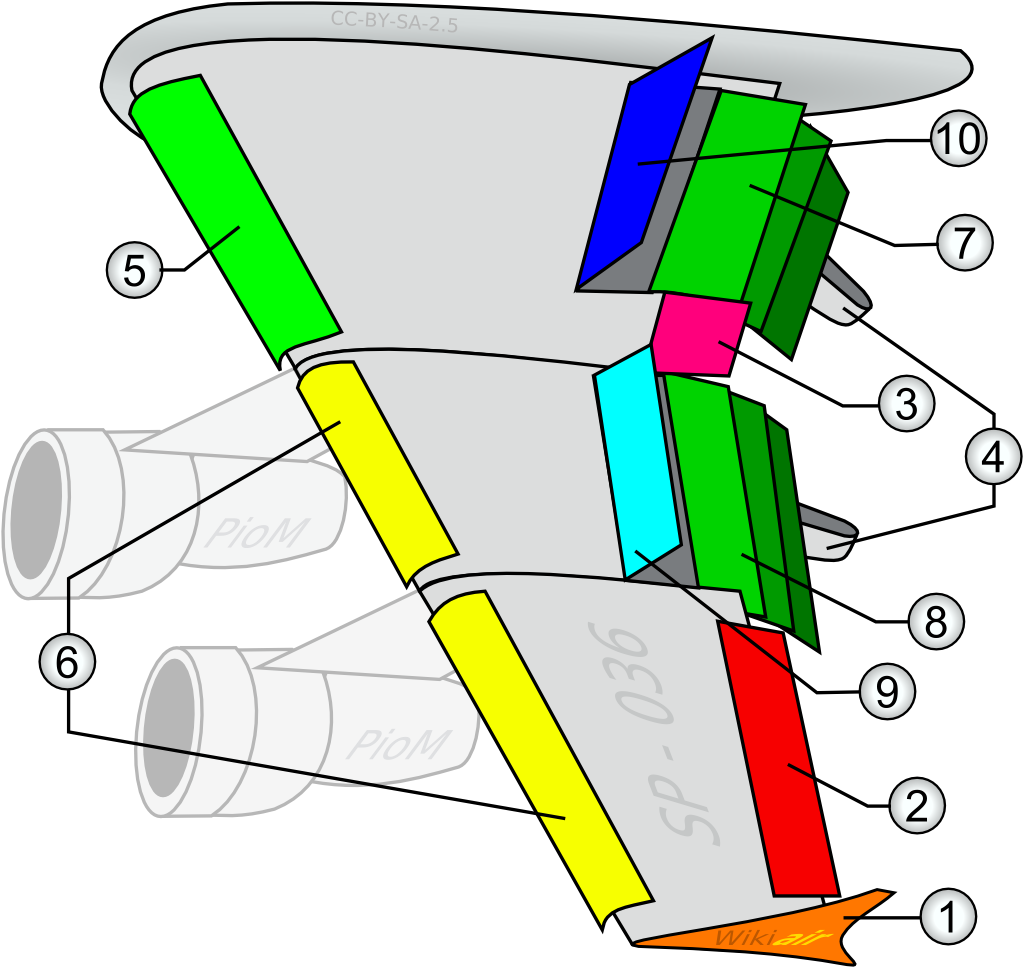
أسطح التوجيه بالجناح:
5- قلاب كروجر
7- ثلاث قلابات داخلية مشقوقة
8- ثلاث قلابات خارجية مشقوقة

### عند الإقلاع
بعض القلابات تتمدد جزئيًا عند الإقلاع في بعض الطائرات اعتمادًا على نوعها. استخدام القلابات عند الإقلاع ربما يكون اختياري خصوصًا مع طائرات الطيران العادية. وهذا يعتمد على خطوات كتيب رحلات الطائرة لطريقة معينة للإقلاع (حقل قصير، حقل طري، عادي، إلخ). تمدد القلابات جزئيًا عن الإقلاع يزيد من مقدار الرفع المتولد عند سرعة هواء معطاه بالإضافة إلى تقليل سرعة انهيار الطائرة. التأثيران الاثنان معًا سيساعدان الطائرة على الإقلاع في المدارج القصيرة مع جر أقل، وهذا ما لا يكن سيحدث مع تمدد كامل للقلابات.

### عند الهبوط
القلابات عادةً تمدد كليًا عن الهبوط لإعطاء الطائرة سرعة انهيار أبطأ، ورفع وجر أعلى ويسمح للطائرة بالاقتراب من موقع الهبوط بسرعة أبطأ وأكثر حدة.عندها يكون من السهل هبوط الطائرات على المدارج القصير. هذا يوضح المنافع المشتركة من معاملات الرفع والجر الأعلى للقلابات الممتدة كليًا.

### في الطيران الشراعي
بعض الطائرات الشراعية لا تستخدم فقط القلابات عند الهبوط ولكنها تستخدمها أيضًا خلال الرحلة لتعديل إحتيداب الجناح بطريقة مثلي عند سرعات مختارة. عند عملية الرفع الحراري يمكن مد القلابات جزئيًا لتقليل سرعة الانهيار. هذا يسمح للطائرة الشراعية بالطيران بسرعة أقل بالتالي الدوران في دوائر أصغر لاستخدام أمثل لقلب العامود الحراري. عند السرعات العالية تستخدم إعدادات القلاب السلبي لتقليل عزم التدفق. هذا يقلل من حمل التوازن المطلوب على الموازن الأفقي والذي بالتالي يقلل حالة الجر المرتبطة بإبقاء الطائرة الشراعية في حالة طولية. القلاب السلبي يمكن استخدامه أيضًا خلال أول مرحلة من عملية إقلاع الطائرة الشراعية بواسطة طائرة قاطرة وفي نهاية الهبوط لتحكم أفضل بواسطة الجنيحات.

## الأنواع
أنواع نظم القلابات تتضمن التالي:

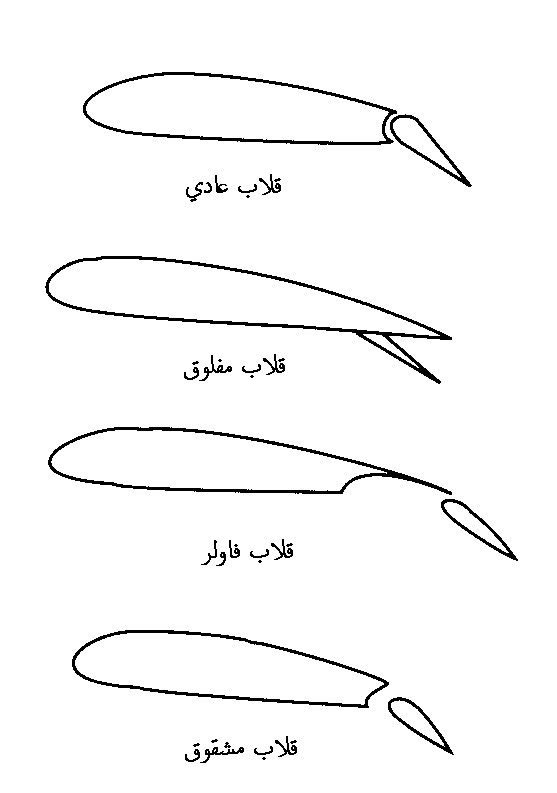
أربع أنواع من القلابات.

- قلاب كروجر Krueger Flap: هو قلاب مثبت بمفصله على الحافة الأمامية للجناح.[1][2] وغالبًا يقال عليه «دروب» (Droop).
- قلاب عادي Plain Flap: يدور حول مفصلة بسيطة.
- قلاب مفلوق Spilt Flap: السطحان العلوي والسفلي منفصلان، السفلي يعمل كقلاب عادي، والعلوي ثابت لا يتحرك أو يتحرك حركة بسيطة جدًا.
- قلاب فاولر Fowler Flap: يتحرك للخلف قبل تثبيته في مفصلة في هناك، لذلك هو يزيد كل من الإحديداب، والوتر، ليكون سطح جناح أكبر يتناغم بشكل أفضل مع السرعات البطيئة. أخترع قلاب فاولر بواسطة هارلان دي. فاولر.
- قلاب فاري-يانجمان Fairey-Youngman Flap.
- قلاب مشقوق Slotted Flap: يسمح شق أو فراغ بين القلاب والجانح لضغط الهواء العالي من أسفل الجناح بإعادة تنشيط الطبقة الحدودية أعلي القلاب. هذا يساعد على بقاء سريان الهواء وتدفقه على القلاب وتأخير الانهيار.
- قلاب عصف Blown Flap: يعصف بهواء المحرك أعلى السطح العلوي للقلاب بزاوية معينة لتحسن خصائص الرفع.

هناك محاولات تكنولوجيه عديدة لإضافة مميزات القلابات إلى الجناح. بذلك يتحقق هدف ديناميكا الهواء من القلابات بدون تعقيدات وزن وميكانيكية نظمها. قامت وكالة ناسا بمحاولة لهذا في الطائرة إكس-53 أكتف إيرو إيلستك وينج (X-53 Active Aeroelastic Wing)، وقامت شركة فليكس سايس المحدودة (FlexSys Inc) بمحاولة تجارية لها في مشروع الجناح المتوافق التكيف (Adaptive Compliant Wing).
السدفة المتحركة (Slats) والمعروفة أيضًا بقلابات الحافة الأمامية لها هدف مشابه لقالابات الحافة الخلفية، ماعدا أنها تقع فقط في الحافة الأمامية للجناح. مع ملاحظة أن قلاب كروجر والسدفة المتحركة يختلفان في طريقة تمددهما وانكماشهما، ولكنهما يؤدوا نفس غرض ديناميكا الهواء.